# Перовская, Ольга Васильевна
О́льга Васи́льевна Перо́вская (1902—1961) — русская советская детская писательница.

## Биография
Её дед Василий Львович Перовский — политкаторжанин, брат С. Л. Перовской; отец — Василий Васильевич, учёный-лесовод, принимал участие в революционном движении.
Ольга Васильевна Перовская родилась 27 марта (9 апреля) 1902 года в селе Васильевка Мелитопольского уезда Таврической губернии Российской империи. С пяти лет и до совершеннолетия она жила в Семиречье в самых чудесных уголках Казахстана и Киргизии — в Верном и Пржевальске у берегов Иссык-Куля (село Михайловка), так как её отец — Василий Васильевич Перовский — учёный-лесовод, окончивший Петербургский лесной институт, в 1907 году приехал в Семиречье, где служил лесничим сначала в Капальском, а затем в Верненском и Пржевальском уездах. Многие детские впечатления от жизни в этих замечательных краях Ольга вспоминала впоследствии с большой теплотой, и они нашли отражение в её творчестве.
В 1918 году Василий Васильевич Перовский вместе с семьёй покинул Семиречье и уехал на Алтай. О жизни на Алтае Ольга Васильевна впоследствии также написала в своих произведениях («Алтайские рассказы», «Необыкновенные рассказы про обыкновенных животных»).
Поступив первоначально в Туркестанский университет, затем в 1923—1926 годах О. В. Перовская училась на биологическом факультете МГУ.
В 1925 году вышла её первая и наиболее известная книга рассказов «Ребята и зверята», сразу завоевавшая симпатии маленьких читателей. Это цикл рассказов о насыщенной событиями жизни детворы — четырёх сестёр, дочерей лесничего, служащего в Семиречье. Книгу можно назвать автобиографичной, так как в чертах её главных героев легко угадываются сама Ольга и её сестры.
Также О. В. Перовская является автором серии рассказов и повестей о животных: «Необыкновенные рассказы про обыкновенных животных», «Мармотка» (оба 1939), «Про поросят» (1941), «Остров в степи» (1934, совместно с 
Г. Замчаловым).
Книги Перовской носят познавательный характер, отличаются занимательностью сюжета и тонким пониманием психологии животных, показанной через детское восприятие.
Муж О. В. Перовской, писатель Г. Е. Замчалов, во время Великой Отечественной войны вступил в народное ополчение и погиб на фронте.
Сама Ольга Васильевна эвакуировалась в Кисловодск (по другой информации в Пятигорск) и работала там библиотекарем. В августе 1942 года город захватывают немцы, а Перовская продолжает работать в библиотеке и во время оккупации. 11 января 1943 город освобождают, а её 15 марта 1943 года арестовывают и дают 10 лет лагерей за «сотрудничество с немцами». 
Один эпизод из её жизни в этот период рассказывал Л. Токмаков.
 Благодаря усилиям её сестры Софьи Перовской (Штрох), обратившейся к В. В. Ульриху, дело было пересмотрено и осенью 1945 года Перовская была освобождена. Однако в декабре 1949 года, после отставки Ульриха, она была повторно арестована и приговорена к ссылке, откуда вернулась в 1955 году. В конце 1950-х годов была реабилитирована.
В течение 5 лет, с 1950 по 1955 годы, её книги не печатались; диафильм «Франтик» из серии «Ребята и зверята» был изъят из продажи. Писательница, которую с большим удовольствием печатали и с восторгом читали дети, в этот период просто исчезла из жизни советской детской литературы.
Годы заключения и ссылки наложили отпечаток на жизнь писательницы, но она постаралась не переносить своё горе и обиду на творчество для детей и продолжала писать добрые, светлые, тёплые и счастливые книги. В это время она написала повесть «Джан — глаза героя» (1958) и закончила начатую ещё совместно с  Г. Замчаловым повесть «Золотое руно» (1957).
Последние годы Ольга Васильевна была прикована к постели тяжёлой болезнью и умерла в возрасте 59 лет в 1961 году.
Похоронена на кладбище в Подмосковном посёлке Переделкино.

## Творчество

### Произведения
- «Ребята и зверята», М.— Л., 1925;
- «Мои волчата», М. — Л., 1927;
- «Ишка и Милка», М. — Л., 1928;
- «Чубарый», М. — Л., 1929;
- «Остров в степи»,1934, совм. с Г. Замчаловым;
- «Как и для чего я писала книгу „Ребята и зверята“» // Дет. лит-ра. 1935. № 10;
- «Дианка и Томчик»;
- «Франтик»;
- «Мишка»;
- «Необыкновенные рассказы про обыкновенных животных», 1939;
- «Мармотка», 1939;
- «Васька», М. — Л., 1941;
- «Про поросят», 1941;
- «Золотое руно», 1957, совм. с Г. Замчаловым;
- «Джан — глаза героя», 1958;
- «Тигрёнок Васька», М., 1959.